# Élections législatives de 2008 en Illinois
En 2008, les élections à la Chambre des représentants des États-Unis ont eu lieu le 4 novembre. 435 sièges devaient être renouvelés. Le mandat des représentants étant de deux ans, ceux qui ont été élus à l'occasion de cette élection siègeront dans le 111e Congrès du 3 janvier 2009 au 3 janvier 2011.
Dans l'Illinois dix-neuf sièges devaient être renouvelés. Au vu des résultats, la représentation de l'Illinois à la Chambre envoie un démocrate en plus par rapport aux dernières élections de 2006 (douze démocrates contre sept républicains). À la suite de la nomination de Rahm Emanuel comme Chef de cabinet de la Maison Blanche, une élection spéciale est alors organisée le 7 avril 2009, où le démocrate Michael Quigley est facilement élu.

## Résultats par districts

### 1erDistrict
|  | Partis            | Candidats       | Voix   | %               |            |         |         |
|  | ----------------- | --------------- | ------ | --------------- | ---------- | ------- | ------- |
|  | Partis            | Candidats       | Voix   | Parti démocrate | Bobby Rush | 233,036 | 85,87 % |
|  | Parti républicain | Antoine Members | 38,361 | 14,13 %         |            |         |         |

Source: Our Campaigns

### 2eDistrict
|  | Partis            | Candidats        | Voix   | %               |               |         |         |
|  | ----------------- | ---------------- | ------ | --------------- | ------------- | ------- | ------- |
|  | Partis            | Candidats        | Voix   | Parti démocrate | Jesse Jackson | 251,052 | 89,41 % |
|  | Parti républicain | Anthony Williams | 29,721 | 10,59 %         |               |         |         |

Source: Our Campaigns

### 3eDistrict
|  | Partis            | Candidats       | Voix   | %               |              |         |         |
|  | ----------------- | --------------- | ------ | --------------- | ------------ | ------- | ------- |
|  | Partis            | Candidats       | Voix   | Parti démocrate | Dan Lipinski | 172,581 | 73,28 % |
|  | Parti républicain | Michael Hawkins | 50,336 | 21,37 %         |              |         |         |
|  | Parti vert        | Jerome Pohlen   | 12,607 | 5,35 %          |              |         |         |

Source: Our Campaigns

### 4eDistrict
|  | Partis            | Candidats         | Voix   | %               |                |         |         |
|  | ----------------- | ----------------- | ------ | --------------- | -------------- | ------- | ------- |
|  | Partis            | Candidats         | Voix   | Parti démocrate | Luis Gutiérrez | 112,529 | 80,61 % |
|  | Parti républicain | Daniel Cunningham | 16,024 | 11,48 %         |                |         |         |
|  | Parti vert        | Omar Lopez        | 11,053 | 7,92 %          |                |         |         |

Source: Our Campaigns

### 5eDistrict
|  | Partis            | Candidats      | Voix   | %               |              |         |         |
|  | ----------------- | -------------- | ------ | --------------- | ------------ | ------- | ------- |
|  | Partis            | Candidats      | Voix   | Parti démocrate | Rahm Emanuel | 170,728 | 73,94 % |
|  | Parti républicain | Tom Hanson     | 50,881 | 22,04 %         |              |         |         |
|  | Parti vert        | Alan Augustson | 9,283  | 4,02 %          |              |         |         |

Source: Our Campaigns

#### Élection Partielle
- L'élection s'est tenu le 7 avril 2009

|  | Partis            | Candidats      | Voix   | %               |                 |        |         |
|  | ----------------- | -------------- | ------ | --------------- | --------------- | ------ | ------- |
|  | Partis            | Candidats      | Voix   | Parti démocrate | Michael Quigley | 30,561 | 69,24 % |
|  | Parti républicain | Rosanna Pulido | 10,662 | 24,16 %         |                 |        |         |
|  | Parti vert        | Matt Reichel   | 2,911  | 6,60 %          |                 |        |         |

Source: Our Campaigns

### 6eDistrict
|  | Partis          | Candidats         | Voix    | %                 |              |         |         |
|  | --------------- | ----------------- | ------- | ----------------- | ------------ | ------- | ------- |
|  | Partis          | Candidats         | Voix    | Parti républicain | Peter Roskam | 147,906 | 57,57 % |
|  | Parti démocrate | Jill Morgenthaler | 109,007 | 42,43 %           |              |         |         |

Source: Our Campaigns

### 7eDistrict
|  | Partis            | Candidats    | Voix   | %               |             |         |         |
|  | ----------------- | ------------ | ------ | --------------- | ----------- | ------- | ------- |
|  | Partis            | Candidats    | Voix   | Parti démocrate | Danny Davis | 235,343 | 85,02 % |
|  | Parti républicain | Steve Miller | 41,474 | 14,98 %         |             |         |         |

Source: Our Campaigns

### 8eDistrict
|  | Partis            | Candidats       | Voix    | %               |              |         |         |
|  | ----------------- | --------------- | ------- | --------------- | ------------ | ------- | ------- |
|  | Partis            | Candidats       | Voix    | Parti démocrate | Melissa Bean | 179,444 | 60,72 % |
|  | Parti républicain | Steve Greenberg | 116,081 | 39,28 %         |              |         |         |

Source: Our Campaigns

### 9eDistrict
|  | Partis            | Candidats               | Voix   | %               |                |         |         |
|  | ----------------- | ----------------------- | ------ | --------------- | -------------- | ------- | ------- |
|  | Partis            | Candidats               | Voix   | Parti démocrate | Jan Schakowsky | 181,948 | 74,66 % |
|  | Parti républicain | Michael Benjamin Younan | 53,593 | 21,99 %         |                |         |         |
|  | Parti vert        | Morris Shanfield        | 8,140  | 3,34 %          |                |         |         |

Source: Our Campaigns

### 10eDistrict
|  | Partis          | Candidats | Voix    | %                 |           |         |         |
|  | --------------- | --------- | ------- | ----------------- | --------- | ------- | ------- |
|  | Partis          | Candidats | Voix    | Parti républicain | Mark Kirk | 153,082 | 52,56 % |
|  | Parti démocrate | Dan Seals | 138,176 | 47,44 %           |           |         |         |

Source: Our Campaigns

### 11eDistrict
|  | Partis            | Candidats     | Voix    | %               |                  |         |         |
|  | ----------------- | ------------- | ------- | --------------- | ---------------- | ------- | ------- |
|  | Partis            | Candidats     | Voix    | Parti démocrate | Debbie Halvorson | 185,652 | 58,40 % |
|  | Parti républicain | Marty Ozinga  | 109,608 | 34,48 %         |                  |         |         |
|  | Parti vert        | Jason Wallace | 22,635  | 7,12 %          |                  |         |         |

Source: Our Campaigns

### 12eDistrict
|  | Partis            | Candidats                 | Voix   | %               |                |         |         |
|  | ----------------- | ------------------------- | ------ | --------------- | -------------- | ------- | ------- |
|  | Partis            | Candidats                 | Voix   | Parti démocrate | Jerry Costello | 213,270 | 71,37 % |
|  | Parti républicain | Timmy Jay Richardson, Jr. | 74,634 | 24,98 %         |                |         |         |
|  | Parti vert        | Rodger Jennings           | 10,931 | 3,66 %          |                |         |         |

Source: Our Campaigns

### 13eDistrict
|  | Partis          | Candidats    | Voix    | %                 |              |         |         |
|  | --------------- | ------------ | ------- | ----------------- | ------------ | ------- | ------- |
|  | Partis          | Candidats    | Voix    | Parti républicain | Judy Biggert | 180,888 | 53,55 % |
|  | Parti démocrate | Scott Harper | 147,430 | 43,65 %           |              |         |         |
|  | Parti vert      | Steve Alesch | 9,402   | 2,78 %            |              |         |         |

Source: Our Campaigns

### 14eDistrict
|  | Partis            | Candidats      | Voix    | %               |             |         |         |
|  | ----------------- | -------------- | ------- | --------------- | ----------- | ------- | ------- |
|  | Partis            | Candidats      | Voix    | Parti démocrate | Bill Foster | 185,404 | 57,75 % |
|  | Parti républicain | James Oberweis | 135,653 | 42,25 %         |             |         |         |

Source: Our Campaigns

### 15eDistrict
|  | Partis          | Candidats | Voix    | %                 |             |         |         |
|  | --------------- | --------- | ------- | ----------------- | ----------- | ------- | ------- |
|  | Partis          | Candidats | Voix    | Parti républicain | Tim Johnson | 187,121 | 64,19 % |
|  | Parti démocrate | Steve Cox | 104,393 | 35,81 %           |             |         |         |

Source: Our Campaigns

### 16eDistrict
|  | Partis          | Candidats     | Voix    | %                 |                 |         |         |
|  | --------------- | ------------- | ------- | ----------------- | --------------- | ------- | ------- |
|  | Partis          | Candidats     | Voix    | Parti républicain | Donald Manzullo | 190,039 | 60,87 % |
|  | Parti démocrate | Bob Abboud    | 112,648 | 36,08 %           |                 |         |         |
|  | Parti vert      | Scott Summers | 9,533   | 3,05 %            |                 |         |         |

Source: Our Campaigns

### 17eDistrict
|  | Partis | Candidats | Voix | %               |           |         |         |
|  | ------ | --------- | ---- | --------------- | --------- | ------- | ------- |
|  | Partis | Candidats | Voix | Parti démocrate | Phil Hare | 220,961 | 98,44 % |

Source: Our Campaigns

### 18eDistrict
|  | Partis          | Candidats        | Voix    | %                 |              |         |         |
|  | --------------- | ---------------- | ------- | ----------------- | ------------ | ------- | ------- |
|  | Partis          | Candidats        | Voix    | Parti républicain | Aaron Schock | 182,589 | 58,88 % |
|  | Parti démocrate | Colleen Callahan | 117,642 | 37,94 %           |              |         |         |
|  | Parti vert      | Sheldon Schafer  | 9,857   | 3,18 %            |              |         |         |

Source: Our Campaigns

### 19eDistrict
|  | Partis          | Candidats    | Voix    | %                 |              |         |         |
|  | --------------- | ------------ | ------- | ----------------- | ------------ | ------- | ------- |
|  | Partis          | Candidats    | Voix    | Parti républicain | John Shimkus | 203,434 | 64,46 % |
|  | Parti démocrate | Daniel Davis | 105,338 | 33,38 %           |              |         |         |
|  | Parti vert      | Troy Dennis  | 6,817   | 2,16 %            |              |         |         |

Source: Our Campaigns